# Papiro Prisse

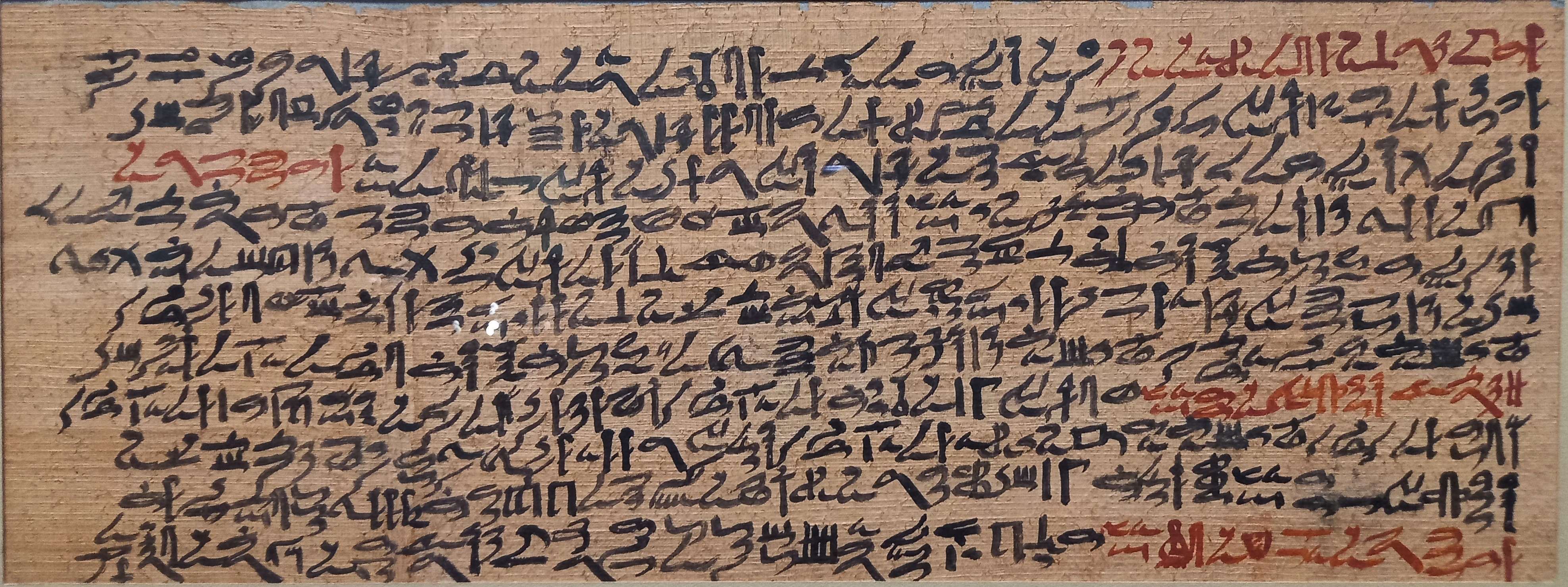
Vista del papiro Prisse.

El Papiro Prisse, descubierto por Émile Prisse d'Avennes (1807 - 1879) en Tebas (Egipto), en 1856, es uno de los más antiguos manuscritos conocidos del mundo (c. 1900 a. C.) y actualmente se encuentra en la Biblioteca Nacional de Francia.
Se compone de dos tratados sobre la moral:
- El primero, incompleto, contiene las dos últimas páginas de los preceptos de Kagemni, chaty de los reyes Huni y Seneferu, y es una recopilación de máximas morales y consejos sobre la práctica de la virtud.
- El segundo es el libro de máximas de Ptahhotep, chaty del faraón Dyedkara Isesi, penúltimo faraón de la dinastía V.[1]

Ambos textos probablemente datan de la V dinastía.